# Alfred Jodocus Kwak
Alfred Jodocus Kwak ist der Titel einer Musikfabel des niederländischen Liederkomponisten Herman van Veen und der Name ihrer Hauptfigur, einer kleinen, gelben Ente.

## Geschichte
Van Veen erdachte die Figur für seine Kinder, nachdem er eine Ente überfahren hatte und am folgenden Tag eine Ente mit sieben Küken in seinem Garten sah. Er benannte sie nach seinem Freund und Förderer Alfred Biolek, den Zweitnamen „Jodocus“ entlehnte er von einem Clown. Im Jahre 1976 präsentierte van Veen die Figur in einem Musical für Kinder. Von 1987 bis 1990 folgten drei von Harald Siepermann und Hans Bacher gezeichnete Comics.
Danach wurde die Ente in den Niederlanden immer populärer. Von 1989 bis 1990 erschienen 52 Episoden der Zeichentrickserie Alfred J. Kwak, durch die die kleine Ente international bekannt wurde. Hauptsächlicher Zeichner der Ente war Harald Siepermann, der unter anderem auch für die Disney-Studios arbeitete und maßgeblich für das Design der Serie und die visuelle Umsetzung der Geschichten verantwortlich war. Synchronsprecherin für Alfred Jodocus Kwak in der Fernsehserie ist die Niederländerin Ryan van den Akker, die ihn sowohl in der niederländischen als auch deutschen Fassung sprach.
Bis heute erscheinen in unregelmäßigen Abständen neue Comics, Hörbücher und Alben über Alfred Jodocus Kwak. Auch neue sowie alte Musicals werden gelegentlich aufgeführt. Seit 2003 ist die Figur offizieller UNICEF-Botschafter für die von der UNO festgeschriebenen Rechte des Kindes.